# Долганы (деревня)
 Долганы  — деревня в Кирово-Чепецком районе Кировской области в составе Просницкого сельского поселения.

## География
Расположена на расстоянии примерно 2 км на восток от станции Просница.

## История
Известна с 1873 года как деревня Давыдовская (дворов 3 и жителей 22), в 1905 здесь (Давыдовская или Долганы) дворов 6 и жителей 41, в 1926 9 и 49, в 1950 (уже Долганы) 20 и 89, в 1989 постоянных жителей не было. 

## Население
Постоянное население составляло 5 человек (русские 100%) в 2002 году, 5 в 2010.